# Isocybus nigriclavus
Isocybus nigriclavus är en stekelart som beskrevs av William Harris Ashmead 1890. Isocybus nigriclavus ingår i släktet Isocybus och familjen gallmyggesteklar. Inga underarter finns listade i Catalogue of Life.